# Вельма Анатолій Іванович
Вельма Анатолій Іванович (1936 — 1994) — радянський військовик, начальник III відділу Генерального штабу СРСР.

## Життєпис
Народився 1936 року у селі Хутірець, тепер частина села Заміст Великобурлуцького району Харківської області в родині Івана Кіндратовича та Віри Костянтинівни Вельм.
З дитинства мріяв стати військовим. Після закінчення Великобурлуцької середньої школи вступив до Київського танкового училища імені Тимошенко. Після закінчення училища у 1957 році був відправлений проходити службу до НДР. У складі Групи радянських військ у Німеччині провів сім років, де й отримав звання капітана. У 1964—1969 роках навчався у Військовій академії бронетанкових військ імені Малиновського. По закінченню Академії його направляють служити до Ленінакана заступником з техчастини, командира 127-ї мотострілецької дивізії Закавказького військового округу.
У 1971 році майора Вельму переводять працювати до III відділу Генерального штабу Збройних сил СРСР. 3 листопада 1983 року йому було присвоєне військове звання генерала-майора. На момент закінчення служби у 1991 році, Вельма посідав посаду начальника III відділу Генерального штабу СРСР.
Після відставки жив у Москві. Помер у 1994 році. 

## Нагороди
- орден Червоної Зірки
- орден Трудового Червоного прапора